# Threema
Threema is een betaalde open source instant messengerdienst, ontwikkeld door het Zwitserse bedrijf Threema GmbH. Het gebruikt het internet om privéberichten te versturen. Ook het versturen van multimediaberichten, locatiegegevens en bestanden is mogelijk.

## Beschrijving
Threema ging eind 2012 van start en was qua ontwerp bedoeld als een toepassing voor het behoud van privacy. Zo kunnen gebruikers met Threema anoniem berichten sturen, zonder hiervoor een telefoonnummer of andere persoonsgegevens te hoeven delen. Elke nieuwe gebruiker krijgt tijdens de registratie een unieke id-code bestaande uit acht karakters.
De naam Threema is volgens de ontwikkelaar ontstaan van "End-to-End Encrypted Messaging Application", of "EEEMA".
In 2020 maakte men bekend dat er 8 miljoen geregistreerde gebruikers zijn.
De bureaucomputer versies die beschikbaar zijn voor Linux, Mac en Windows, en de webversie werken niet zelfstandig, maar in combinatie met een Android- of een iOS-apparaat. (Door middel van scannen van een QR-code wordt het apparaat gekoppeld.)